# دييغو برانداو
دييغو برانداو (بالبرتغالية: Diego Brandão) هو فنان قتال مختلط برازيلي، ولد في 27 مايو 1987 في فورتاليزا في البرازيل.

## وصلات خارجية
- دييغو برانداو على موقع يو إف سي (الإنجليزية)
- دييغو برانداو على موقع شيردوغ (الإنجليزية)
- دييغو برانداو على موقع Tapology.com (الإنجليزية)
- دييغو برانداو على موقع IMDb (الإنجليزية)
- دييغو برانداو على موقع IMDb (الإنجليزية)